# متروی آلماتی
متروی آلماتی (قزاقی: Алматы метрополитені; روسی: Алматинский метрополитен) یک شبکهٔ قطار شهری در شهر آلماتی، پرجمعیت‌ترین شهر کشور قزاقستان است. خط اول این شبکه پس از حدود ۲۳ سال عملیات ساخت‌وساز، سرانجام در ۱ دسامبر ۲۰۱۱ میلادی افتتاح شد. در ۱۸ آوریل ۲۰۱۵ میلادی نیز ۲٫۹-کیلومتر (۱٫۸-مایل) و ۲ ایستگاه جدید به شبکه اضافه شد.
شبکهٔ متروی آلماتی پس از متروی تاشکند در کشور ازبکستان، دومین شبکهٔ مترو در آسیای مرکزی و شانزدهمین در شوروی سابق محسوب می‌شود.

## نگارخانه

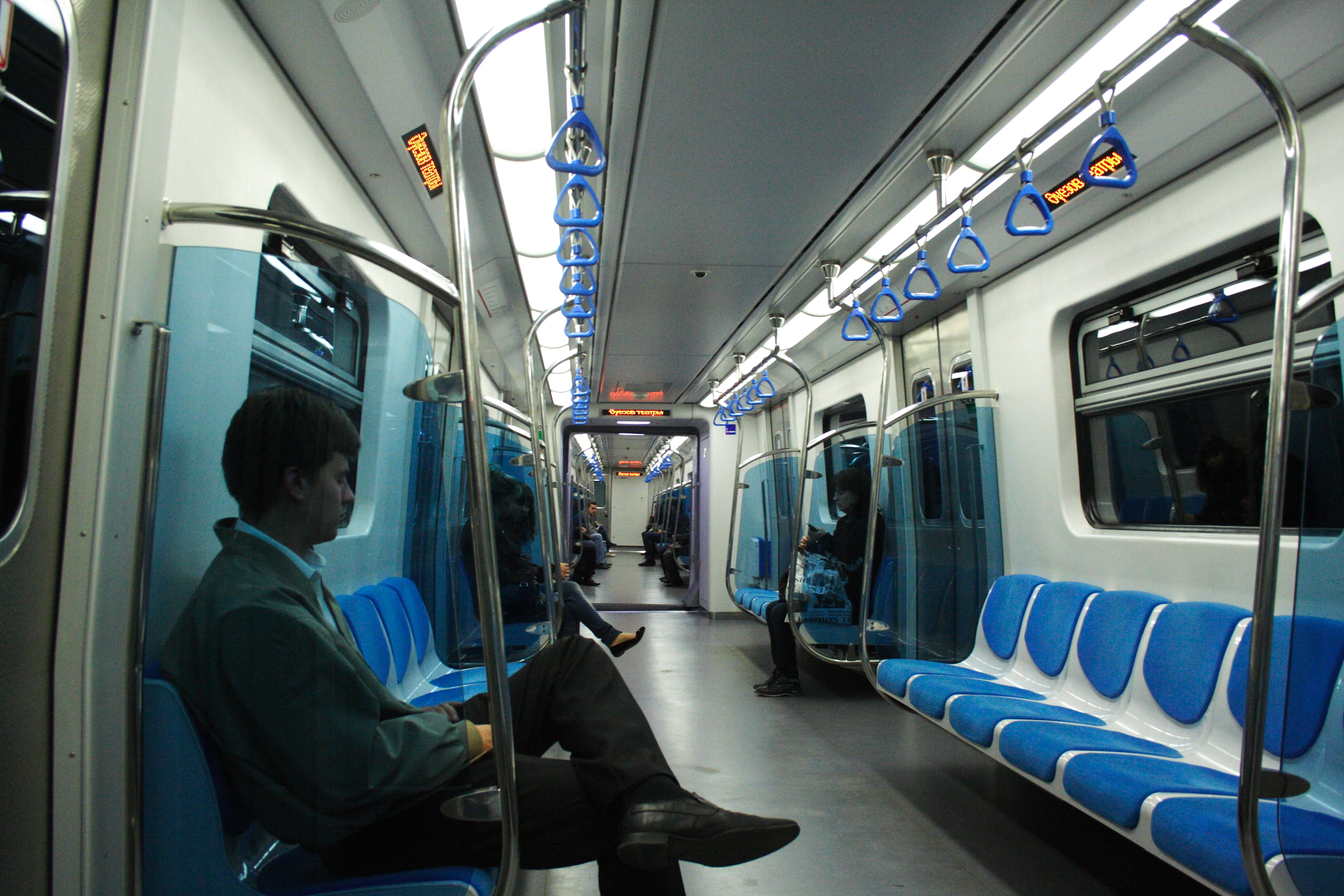
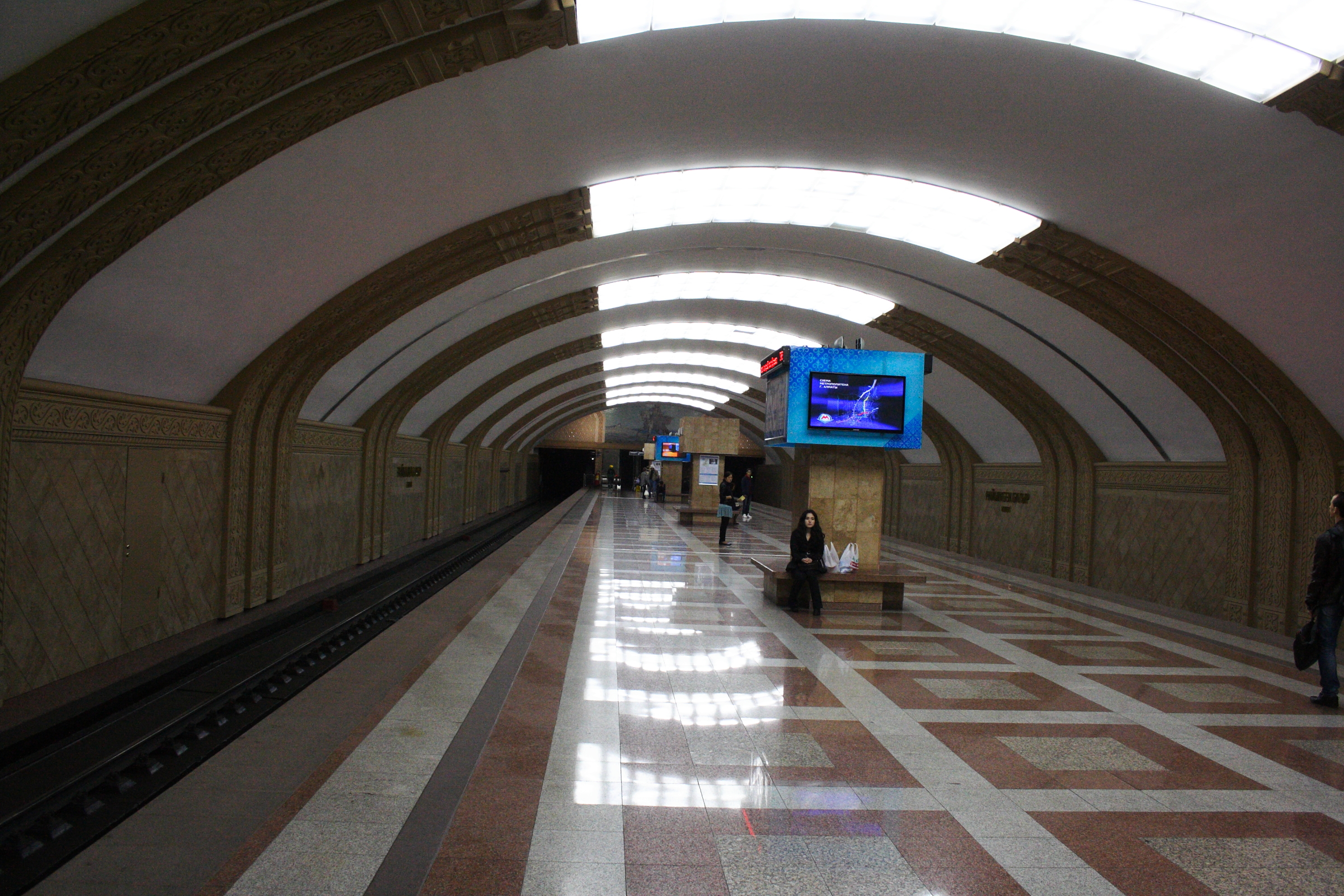